# 福住出入口

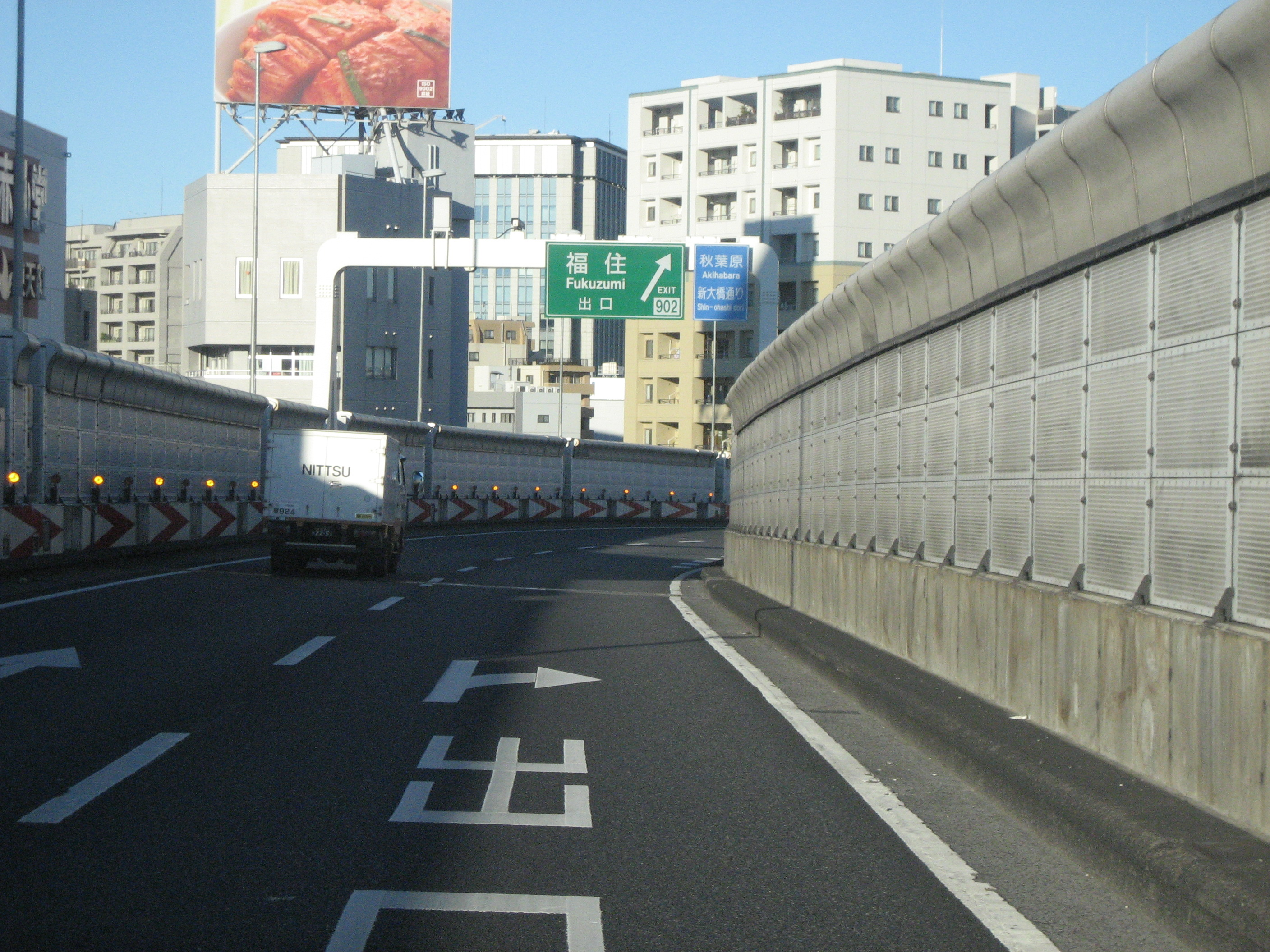
上り出口

福住出入口（ふくずみでいりぐち）は、東京都江東区福住にある首都高速道路9号深川線のインターチェンジである。辰巳JCT方面の出入口のみ設置されているハーフインターチェンジである。
東京駅行きの高速バスはこの先渋滞で時間がかかると判断した場合ここで一般道に下りる場合がある。また、東京シティエアターミナル着のリムジンバスもここで一般道に下り、T-CAT1階に到着する。
2025年（令和7年）7月5日より入口料金所がETC専用になっている。

## 周辺
- 隅田川
- 隅田川大橋
- 清澄公園
- 清澄庭園
- 門前仲町駅
- 深川江戸資料館

## 料金所
- レーン数：2
  - サポート・ETC：1
  - 閉鎖中：1

## 隣
首都高速9号深川線
箱崎JCT/(601,602)箱崎出入口/(604)浜町出入口/(603)清洲橋出口/箱崎PA - (902)福住出入口 - (903)木場出入口